# 夜明
《夜·明》，是2007年發行的一部華語電影，由馬來西亞與中國大陸電影界聯合製作，導演為香港的趙崇基。
故事背景是清末時期，同盟會九次革命失敗，孫中山到了馬來西亞檳城籌款，策劃來年（1911年）廣州黃花崗起義。從一個截然不同的角度表現孫中山人生的片段，描述孫中山人性的一面，對革命低潮的艱難，害怕自己無法堅持，又描述孫中山與二夫人陳粹芬的夫妻感情；亦表現陳粹芬對丈夫之愛，只想與孫先生有穩定的家，無法留住丈夫又心甘情願追隨他一生。不管是表現感情細膩，還是為革命而亡命的艱辛曲折，皆是感人而精彩。

## 台前幕後
《夜明》的演員與幕後人員來自馬來西亞（馬）、中國大陸（陸）、香港（港）、台灣（台），陣容鼎盛。

## 故事大綱
1910年，孫中山（趙文瑄演）被日本政府驅逐出境，與好友梅屋莊吉分別，遠渡南洋庇能（现馬來西亞檳城州）。反清革命連翻失敗，同盟會會員意志消沉；流言四起，謠傳孫中山吞併革命資金，孫中山籌款異常艱難。孫中山寄住於檳城華裔富商徐氏（王建成演），徐氏不認同革命理念，指革命為孫中山的個人理想，與中國人無關、非中國人所願。
清朝懸紅70萬襾白銀，並派人到檳城刺殺孫中山。徐氏的得力助手、華文學校教師羅肇麟（趙琤演），竟然是清朝殺手。徐氏的娘惹女兒徐丹蓉（李心潔）與羅肇麟青梅竹馬，本來只是個不懂世事的千金小姐，得見孫中山先生言行，深受感動，同情革命，卻也因而與男友羅肇麟意見分歧，日漸生疏。徐氏為家族生意要逼徐丹蓉盲婚啞嫁與英國鴉片商人結婚。羅肇麟不敢違抗，徐丹蓉傷心欲絕。
孫中山革命事業低沉之際，二妻陳粹芬（吳越演）來到檳城照顧孫中山。兩人聚少離多，難得見面，本應很甜蜜恩愛。但孫中山事事以革命為先，陳粹芬卻最想與丈夫像正常家庭朝夕相對、甚至希望孫中山放棄革命。陳粹芬心知丈夫以國家安危犧牲一切，始終願意默默負出，忍受痛苦。
孫中山體恤檳城的華人苦力，幫他們談判爭取合理薪酬。華工自言學識低，不懂革命為何物，但信任與認同孫中山，決意捐出僅有的薪金。孫中山贏得信任，大為振奮。由始至終，孫中山堅信共和革命必會成功，只擔心自己無法堅持到底。孫中山仍然想辦法向檳城富商籌款，徐丹蓉以徐氏千金身份幫忙孫中山到富商酒會，富商皆反應冷淡。當晚，清廷殺手尾隨行刺孫中山，徐丹蓉掩護孫中山中槍受傷。羅肇麟眼見女友受傷，內心一直掙扎要不要殺孫中山。清晨到臨，羅肇麟協助孫中山逃離殺手包圍。
孫中山再次拜托徐氏出面邀請紳商讓孫中山發言慕捐。徐氏嚴詞拒絕，徐丹蓉竟以死相逼父親答應。孫中山遏止徐丹蓉，以道理說服徐氏。清廷殺手決意趁集會槍殺孫中山。孫中山不畏死亡恐嚇站上講台，慷慨陳詞。正當殺手要開槍之際，羅肇麟背叛並擊倒殺手。孫中山感動了在場所有人，終於籌得經費。
孫中山上船離開檳城，羅肇麟尾隨，決意追隨孫中山的革命理想。陳粹芬與徐丹蓉在碼頭目送二人離去，百般滋味在心頭。

## 演員
| 演員                 | 角色                                         |
| （台）趙文瑄         | 孫中山                                       |
| （陸）吳越           | 陳粹芬                                       |
| （馬）李心潔         | 徐丹蓉，檳城華裔首富的千金                   |
| （陸）趙崢           | 羅肇麟，徐丹蓉男友，徐家下屬，華文中學老師   |
| （陸）王建成         | 徐博衡，檳城華裔首富，徐丹蓉之父             |
| （台）劉瑞琪         | 徐太太，徐丹蓉之母，娘惹                     |
| （陸）段秋旭         | 吳世榮，孫中山的革命夥伴，同盟會南洋分會主席 |
| （港）霍達華         | 黃興                                         |
| （馬）Himanshu Bhatt | 徐家的印度裔總管                             |
| （英）Dr. Paul Woods | Mr. Grant，英國鴉片商人                      |
| （馬）拿督方卓仁     | 張老，檳城紳商                               |

## 從歷史到電影
1906至1911年間，孫中山先生到了檳城5次，為革命籌款、策劃起事。1910年，孫中山在檳城籌畫了1911年4月黃花崗起義。黃花崗起義雖然失敗，革命志士轟轟烈烈，卻喚醒了同年10月的辛亥革命、終於推翻滿清皇帝政府。
這部電影敍述孫中山先生在1910年7月到12月之間在檳城發生之事。正史，這段時間孫中山先生的元配夫人盧慕貞、二夫人陳粹芬偕兩名女兒和孫中山的哥哥孫眉先後來到檳城。孫中山先生與陳粹芬夫人在檳城的事跡鮮為人知，電影《夜·明》正是專注於此。電影依據一些史實及當時的情況編寫，加入一些虛構人物。
自電影開拍以來，越來越多馬來西亞人有意深入了解孫中山先生在檳城的事跡，識認馬來西亞華人支持及參與中國1911年辛亥革命。
「我們希望這部電影會吸引許多人到檳城，追隨孫中山先生足跡 ...」

## 獎項

「我知道，你愛上我之前就愛上了革命...」

趙文瑄、吳越，憑《夜明》分別奪得第十屆（2007年）上海國際電影節「最受關注男演員獎」和「最具潛力新人獎」。
梅梓，憑《夜明》奪得第十二屆（2007年）中國電影華表獎「最優秀編劇新人獎」。

## 外部連結
香港影庫（页面存档备份，存于）：《夜明》 （页面存档备份，存于）